# Sistema de dígitos signados
En notación matemática de números, el sistema de dígitos signados es un sistema de representación posicional que incluye dígitos dotados de signo. La representación de una cifra determinada puede no ser única.
La representación de dígitos signados puede ser útil en la adición rápida de enteros porque permite eliminar cadenas de llevadas dependientes. En el sistema numeral binario, un caso especial de representación de dígitos signados es la forma no adyacente, que ofrece beneficios de velocidad de cálculo con mínimos recursos utilizados.
Los primeros retos en el cálculo estimularon a autores como Colson (1726) y Cauchy (1840) a utilizar la representación de dígitos signados. Intentos posteriores más sistematizados de reemplazar los números negativos por números signados fueron sugeridos por Vender (1887) y por Cajori (1928).

## Forma equilibrada
En su forma equilibrada, los dígitos de una base {\displaystyle b} están representados en un rango entre {\displaystyle -k}  y  {\displaystyle (b-1)-k}, donde normalmente {\displaystyle k=b/2}
Para formas equilibradas, las bases de número impar son ventajosas. Con un número de base impar, el truncamiento y el redondeo son la misma operación, y todos los dígitos excepto 0 son utilizados en forma positiva y negativa.
Un ejemplo notable es la forma equilibrado-ternaria, donde la base es {\displaystyle b=3}, y los números tienen los valores −1, 0 y +1 (en vez de 0, 1, y 2 cuando se usa el sistema numeral ternario estándar). La forma equilibrada ternaria usa el número mínimo posible de dígitos en dicha forma equilibrada. La base diez equilibrada usa los dígitos de −5 a +4.  La base nueve equilibrada, con los dígitos de −4 a +4 proporciona las ventajas de una forma equilibrada impar con un número similar de dígitos, y es fácil de convertir a una forma equilibrada ternaria.
Otros ejemplos notables incluyen el algoritmo de Booth y el concepto de forma no adyacente, ambos en base {\displaystyle b=2}, con los valores −1, 0, y +1 (en vez del 0 y 1 usados en el sistema numeral binario estándar).

## No-unicidad
Se debe hacer notar que la representación de un número en el sistema de representación de dígitos signados no es necesariamente única.  Por ejemplo:
```
(0  1  1  1)
2
 = 4 + 2 + 1 = 7
(1  0 −1  1)
2
 = 8 − 2 + 1 = 7
(1 −1  1  1)
2
 = 8 − 4 + 2 + 1 = 7
(1  0  0 −1)
2
 = 8 − 1 = 7
```

El criterio de la forma no adyacente (FNA o NAF en inglés) garantiza una representación única para el valor de cada entero, y es aplicable a las formas equilibradas.
Cuando las representaciones están extendidas a números fraccionarios, se pierde la unicidad para formas equilibradas con cifras no adyacentes; por ejemplo, al considerar la expresión del siguiente número decimal periódico en base 2, aplicando el concepto de FNA, se tiene que:
```
(0 . 1 0 1 0 1 0 …)
2
 = 2⁄3 = (1 . 0 −1 0 −1 0 −1 …)
2
```

Y las formas equilibradas en base 10 que repiten decimales se pueden expresar como:
```
(0 . 4 4 4 4 4 4 …)
10
 = 4⁄9 = (1 . −5 −5 −5 …)
10
```

Tales ejemplos pueden ser mostrados para considerar que la más grande y la más pequeña representaciones posibles con 0 y 1 respectivamente, son equivalentes respecto al criterio de la FNA, por lo que la representación válida deja de ser única. (De hecho, estos principios son aplicables a cualquier sistema de base entera.)

## En la lengua escrita y hablada
En la forma oral y escrita de los números de la lengua del Punjab se utiliza una forma negativa del numeral uno, escrito como una o un. Este uno negativo se suele usar para formar números como 19, 29, …, 89 a partir de las expresiones de 20, 30, …, 90. Explícitamente, se incluyen aquí estos números:
- 19 unni, 20 vih, 21 ikki
- 29 unatti, 30 tih, 31 ikatti
- 39 untali, 40 chali, 41 iktali
- 49 unanja, 50 panjah, 51 ikvanja
- 59 unahat, 60 sath, 61 ikahat
- 69 unattar, 70 sattar, 71 ikhattar
- 79 unasi, 80 assi, 81 ikiasi
- 89 unanve, 90 nabbe, 91 ikinnaven.

En 1928, Florian Cajori retomó el tema de los dígitos signados, empezando por analizar las obra de Colson (1726) y Cauchy (1840). En su Historia de las Notaciones Matemáticas, Cajori tituló la sección como "Números negativos". Eduard Selling defendió invertir los dígitos 1, 2, 3, 4, y 5 para indicar el signo negativo. También sugirió vocablos para designar estas cifras como snie, jes, jerd, reff, y niff. La mayoría de las otras fuentes tempranas utilizaban una barra sobre el dígito para marcarlo como negativo. Para completar el sistema, Colson utiliza ejemplos y describe reglas para la adición (pp 163,4), la multiplicación (pp 165,6) y la división (pp 170,1) utilizando una tabla de múltiplos del divisor. Explica la comodidad de la aproximación por truncamiento en la multiplicación, y también ideó un instrumento (Tabla Contable) que permitía calcular utilizando dígitos signados.